# Aeroportul Sakkyryr
Aeroportul Sakkyryr (IATA: SUK, ICAO: UEBS) este un aeroport din Iacutia, Rusia ce deservește zona Batagai-Alîta⁠(d). Aeroportul a fost tranzitat în 2017 de 6.251 de pasageri.
Situat la o altitudine de 25 m, aeroportul dispune de o singură pistă.